# Кодје де Конфлан
Кодје де Конфлан (фр. Caudiès-de-Conflent) је насељено место у Француској у региону Лангдок-Русијон, у департману Источни Пиринеји.
По подацима из 2011. године у општини је живело 14 становника, а густина насељености је износила 2,15 становника/km².

## Демографија
| 1962. | 1968. | 1975. | 1982. | 1990. | 2011. |
| ----- | ----- | ----- | ----- | ----- | ----- |
| 2     | 5     | 6     | 2     | 2     | 14    |